# Olympische Sommerspiele 1952/Teilnehmer (Pakistan)
| Gelbes Symbol für Goldmedaillen mit stilisierten Olympischen Ringen | Graues Symbol für Silbermedaillen mit stilisierten Olympischen Ringen | Braundes Symbol für Bronzemedaillen mit stilisierten Olympischen Ringen |
| ------------------------------------------------------------------- | --------------------------------------------------------------------- | ----------------------------------------------------------------------- |
| —                                                                   | —                                                                     | —                                                                       |

Pakistan nahm an den Olympischen Sommerspielen 1952 in der finnischen Hauptstadt Helsinki mit 38 männlichen Sportlern an 25 Wettkämpfen in sieben Sportarten teil.
Nach 1948 war es die zweite Teilnahme eines pakistanischen Teams an Olympischen Sommerspielen.

## Flaggenträger
Der Hockeyspieler Muhammad Niaz Khan trug die Flagge Pakistans während der Eröffnungsfeier im Olympiastadion.

## Teilnehmer nach Sportarten

### Boxen
Federgewicht (bis 57 kg)
- Sidney Greave
Rang 9
Runde 1: gegen Ángel Leyes aus Argentinien durch K. o. in der zweiten Runde durchgesetzt
Runde 2: 0:3-Niederlage gegen Joseph Ventaja aus Frankreich

Leichtgewicht (bis 60 kg)
- Muhammad Ali
Rang 9
Runde 1: Freilos
Runde 2: ausgeschieden gegen Vicente Matute aus Venezuela durch K. o. in der ersten Runde

Weltergewicht (bis 67 kg)
- Anwar Pasha Turki
Rang 17
Runde 1: ausgeschieden gegen Hendrik van der Linde aus Südafrika durch technischen K. o. in der ersten Runde

Mittelgewicht (bis 75 kg)
- Muhammad Khan
Rang 9
Runde 1: 2:1-Sieg gegen Henryk Nowara aus Polen
Runde 2: 0:3-Niederlage gegen Valter Sentimenti aus Italien

### Gewichtheben
Mittelgewicht (bis 75 kg)
- Muhammad Iqbal Butt
Finale: 325 kg, Rang 17
Militärpresse: 95 kg, Rang 18
Reißen: 100 kg, Rang 15
Stoßen: 130 kg, Rang 15

### Hockey
- Manzoor Hussain Atif, Jack Britto, Abdul Hamid, Mahmoodul Hassan, Asghar Ali Khan, Muhammad Niaz Khan, Habib Ali Kiddie, Malik Aziz, Abdul Latif Mir, Habibur Rehman, Latif-ur-Rehman und Abdul Waheed
Rang 4
Vorrunde: Freilos
Viertelfinale: 6:0-Sieg gegen  Frankreich
Halbfinale: 0:1-Niederlage gegen die  Niederlande
Spiel um Platz 3: 2:1-Niederlage gegen  Großbritannien

### Leichtathletik
100 m
- Muhammad Aslam
Vorläufe: in Lauf 9 (Rang 2) mit 10,9 s (handgestoppt) bzw. 11,18 s (elektronisch) für die Viertelfinalläufe qualifiziert
Viertelfinale: in Lauf 1 (Rang 4) mit 10,9 s (handgestoppt) bzw. 11,02 s (elektronisch) nicht für die Halbfinalläufe qualifiziert

- Abdul Aziz
Vorläufe: in Lauf 11 (Rang 5) mit 11,2 s (handgestoppt) bzw. 11,48 s (elektronisch) nicht für die Viertelfinalläufe qualifiziert

- Muhammad Sharif Butt
Vorläufe: in Lauf 7 (Rang 3) mit 11,0 s (handgestoppt) bzw. 11,17 s (elektronisch) nicht für die Viertelfinalläufe qualifiziert

200 m
- Muhammad Aslam
Vorläufe: in Lauf 9 (Rang 3) mit 22,2 s (handgestoppt) bzw. 22,14 s (elektronisch) nicht für die Viertelfinalläufe qualifiziert

- Abdul Aziz
Vorläufe: in Lauf 8 (Rang 5) mit 22,7 s (handgestoppt) bzw. 23,02 s (elektronisch) nicht für die Viertelfinalläufe qualifiziert

- Muhammad Sharif Butt
Vorläufe: in Lauf 11 (Rang 3) mit 22,3 s (handgestoppt) bzw. 22,34 s (elektronisch) nicht für die Viertelfinalläufe qualifiziert

400 m
- Abdul Rehman
Vorläufe: in Lauf 1 (Rang 6) mit 51,2 s (handgestoppt) bzw. 51,47 s (elektronisch) nicht für die Viertelfinalläufe qualifiziert

- Aurang Zeb
Vorläufe: in Lauf 3 (Rang 6) mit 51,0 s (handgestoppt) bzw. 51,25 s (elektronisch) nicht für die Viertelfinalläufe qualifiziert

800 m
- Alam Zeb
Vorläufe: n Lauf 3 (Rang 5) mit 1:56,3 min (handgestoppt) nicht für die Halbfinalläufe qualifiziert

10.000 m
- Abdul Rashid
Finale: 33:50,4 min (+ 4:33 min), Rang 30

Marathon
- Muhammad Havildar Aslam
Finale: 2:43:38,2 h (+ 10:36 min), Rang 38

- Muhammad Ben Aras
Finale: Wettkampf nicht beendet

400 m Hürden
- Mirza Khan
Vorläufe: in Lauf 5 (Rang 4) mit 56,3 s (handgestoppt) nicht für die Viertelfinalläufe qualifiziert

- Muhammad Shafi
Vorläufe: in Lauf 2 (Rang 4) mit 56,1 s (handgestoppt) nicht für die Viertelfinalläufe qualifiziert

4 × 100-m-Staffel
- Muhammad Aslam, Abdul Aziz, Muhammad Sharif Butt und Muhammad Fazil
Vorläufe: in Lauf 4 (Rang 3) mit 42,8 s (handgestoppt) bzw. 42,91 s (elektronisch) für die Halbfinalläufe qualifiziert
Halbfinale: in Lauf 1 (Rang 6) mit 42,0 s (handgestoppt) bzw. 42,15 s (elektronisch)  nicht für das Finale qualifiziert

4 × 400-m-Staffel
- Mirza Khan, Abdul Rehman, Muhammad Shafi und Aurang Zeb
Vorläufe: in Lauf 2 (Rang 6) mit 3:23,3 min (handgestoppt) nicht für das Finale qualifiziert

10.000 m Gehen
- Allah Ditta
Vorrunde: in Lauf 1 disqualifiziert

Hammerwurf
- Fazal Hussain
Qualifikation, Gruppe A: 48,36 m, Rang 15, Gesamtrang 28, nicht für das Finale qualifiziert
1. Wurf: 47,80 m
2. Wurf: 48,36 m
3. Wurf: 45,82 m

- Muhammad Iqbal
Qualifikation, Gruppe B: 47,45 m, Rang 15, Gesamtrang 31, nicht für das Finale qualifiziert
1. Wurf: ungültig
2. Wurf: 47,45 m
3. Wurf: ungültig

Speerwurf
- Jalal Khan
Qualifikation, Gruppe A: 55,56 m, Rang 12, Gesamtrang 24, nicht für das Finale qualifiziert
1. Wurf: 53,34 m
2. Wurf: 51,00 m
3. Wurf: 55,56 m

### Radsport
Bahn
Sprint
- Muhammad Naqi Mallick
Rang 19
Runde 1: in Lauf 5 (Rang 3) für die Hoffnungsläufe qualifiziert
Runde 1, Hoffnungsläufe: in Lauf 3 (Rang 3) nicht für die Viertelfinalläufe qualifiziert

1000 m Zeitfahren
- Imtiaz Bhatti
Finale: 1:21,2 min, Rang 25

Straßenrennen (190,4 km)
- Imtiaz Bhatti
Rennen nicht beendet

- Muhammad Naqi Mallick
Rennen nicht beendet

### Schießen
Kleinkaliber liegend
- Jan Azam
Finale: 366 Ringe, 9 Volltreffer, Rang 58
90 Ringe, Rang 58
86 Ringe, Rang 58
94 Ringe, Rang 53
96 Ringe, Rang 46

### Schwimmen
400 m Freistil
- Muhammad Ramzan
Vorläufe: in Lauf 8 (Rang 7) mit 5:45,7 min nicht für die Halbfinalläufe qualifiziert

1500 m Freistil
- Muhammad Ramzan
Vorläufe: in Lauf 2 (Rang 6) mit 23:44,3 min nicht für das Finale qualifiziert

100 m Rücken
- Muhammad Bashir
Vorläufe: in Lauf 2 (Rang 8) mit 3:01,3 min nicht für die Halbfinalläufe qualifiziert